# Франс Міхаель Францен

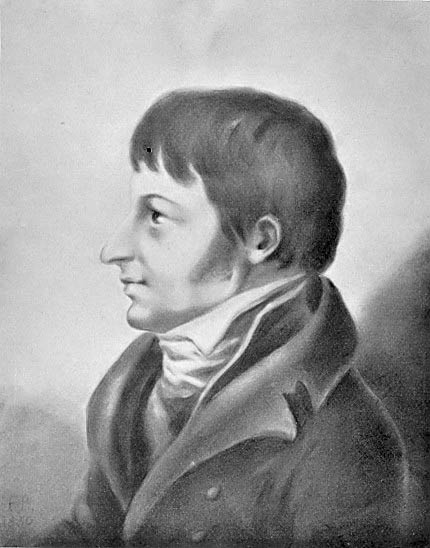
Франс Міхаель Францен. Портрет роботи Фредріки Бремер

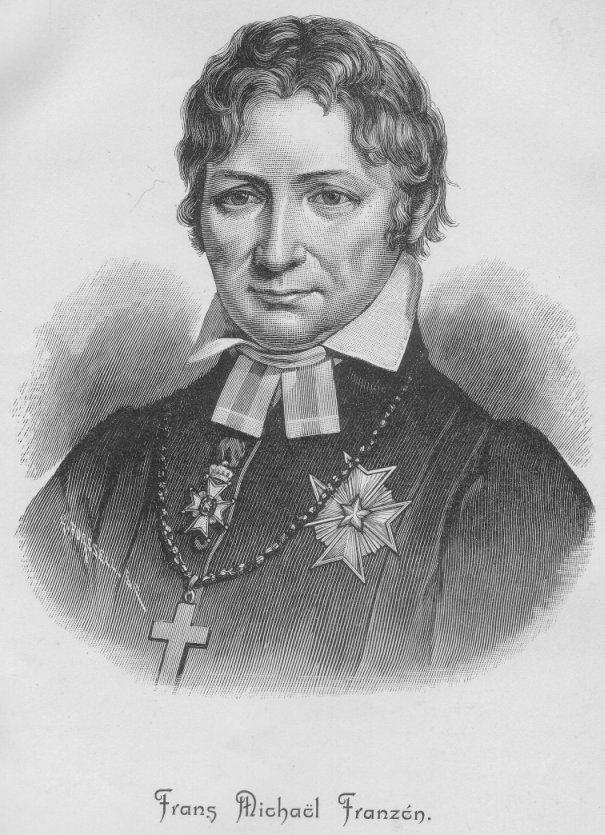
Франс Міхаель Францен. Гравюра на міді роботи Ґ. Фалькранца.

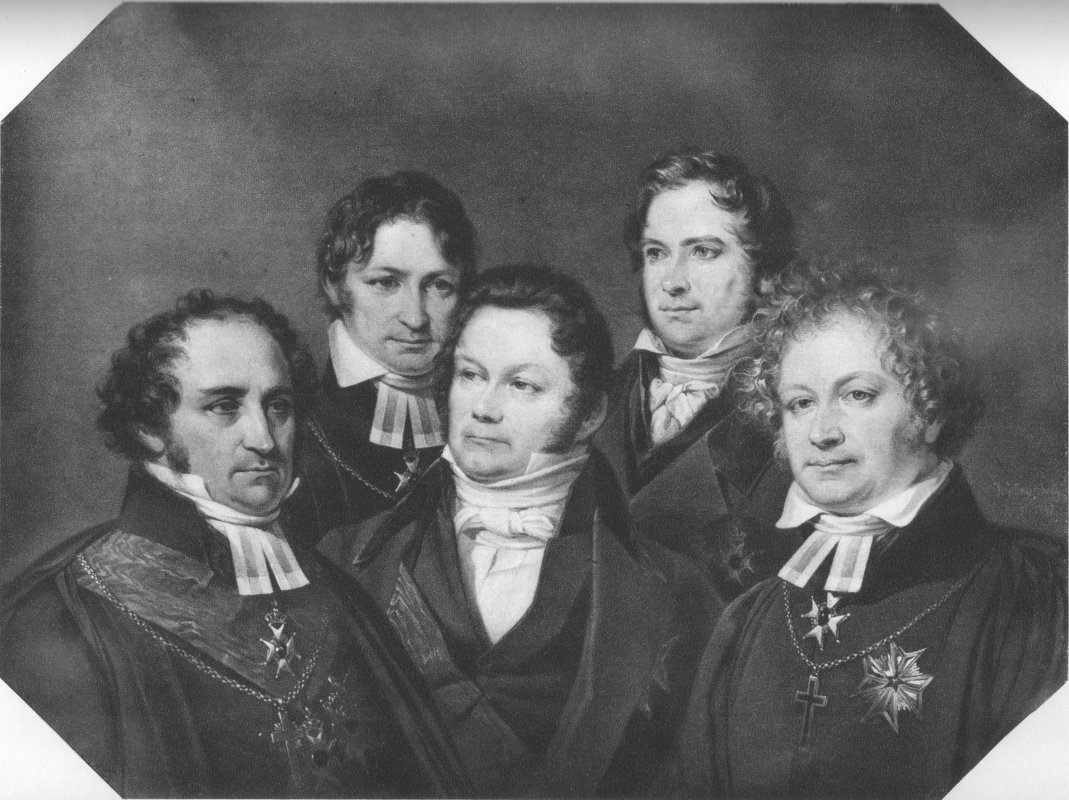
П'ять славетних шведів XVIII століття. Зліва направо: Юган Улоф Валлін (архієпископ, літератор), Франс Міхаель Францен, Єнс Якоб Берцеліус (хімік), Ерік Ґустав Гейєр (літератор) і Есаяс Теґнер (єпископ, літератор).

Франс Міхае́ль Франце́н (швед. Frans Michael Franzén, * 9 лютого 1772, Оулу, нині Фінляндія — † 14 серпня 1847, парафія Себро, Гернесанд, Швеція) — фіно-шведський поет, автор псалмів, єпископ Гернесанду з 1834. Член Шведської академії з 1808 року, її постійний секретар у 1824–1834, член комітету книг псалмів у 1811–1819. Член Шведської королівської академії наук.

## Біографія

### Молоді роки
Франс Міхаель Францен народився в сім'ї торговця і радника Захріса Францена (1744–1787) і Гелени Шулін. Батьків рід походив із Чексгольма (нині російське місто Приозерськ), де багато предків Францена провадили торгівлю.
Змалку Франс Міхаель був хворобливий, кволий, зате відзначався наполегливістю й твердістю. Навчаючись у школі в Оулу, він показав видатні здібності й 1785 року став студентом Академії Або, всупереч тому, що батько хотів бачити його торговцем. У 1787-му, коли помер Захріс Францен, син був змушений, на прохання матері, покинути навчання й торгувати на місці батька. Восени 1789-го він повернувся в академію й того ж року під керівництвом Генріка Ґабрієля Портана став магістром філософії, блискуче склавши іспит. У 1790-му він поїхав до Упсали, записався у Фінське студентське братство / Finska nationen при Упсальському університеті й студіював філософію Канта в Данієля Боеція. У 1791 році він повернувся до Турку (Або, а точніше — Обу), де захистив дисертацію «Про походження мови» / Om språkets ursprung і в наступному році дістав посаду доцента в галузі риторики.

### Наукова діяльність
У 1795-му Францен влаштувався працювати домашнім учителем у сім'ї Карла Фредріка Бремера , у якого згодом народилася донька Фредріка — відома письменниця. Удвох із Бремером він того ж року поїхав у подорож Європою. Побував у Данії, Німеччині, Франції та Великій Британії. Під час цієї подорожі його заочно призначили університетським бібліотекарем у Турку. 1796 року він обійняв цю посаду, у 1798-му став професором історії філософії, а у 1801-му — професором історії та практичної філософії. У 1800–1811 роках виконував обов'язки інспектора Нюландського студентського братства. 1808 року Францена обрали в Шведську академію, й з 1824 по 1834 рік він був її постійним секретарем. У 1815-му став членом (№ 367) Шведської королівської академії наук.

### Релігійна діяльність
У 1803 році Францен висвятився й дістав парафію в Пайміо. Після Російсько-шведської війни 1808–1809 Фінляндія ввійшла в склад Російської імперії, й Франценові довелося вибирати: або залишатися на батьківщині, або перебратися до Швеції. Влітку 1811 року він емігрував і став пастором у Кумлі, що в лені Еребру. Мав пасторат у Гальсбергу. (Тільки у 1840 році Францен коротко побував у Фінляндії. Після цих відвідин він виклав у віршованій формі свої враження від змін, що сталися з людьми й країною за час перебування під російською владою). У 1818-му він став доктором теології, а у 1820-му — деканом. Францен був представник духовного стану в риксдаґу у 1823–1841 роках, з певними перервами. На одному зі своїх перших засідань у парламенті Францен сказав перед депутатами, що він фіно-швед. У ті часи це слово позначало всіх жителів Великого Князівства Фінляндії — і етнічних фінів, і етнічних шведів. 1824 року він одержав Кларську парафію у Стокгольмі. Коли професор Карл Георг Руґберг відмовився від пропозиції стати єпископом Гернесанду, її прийняв Францен і 1831 року був обраний єпископом. Почав виконувати свої нові обов'язки не раніш як у 1834-му й робив це до самої смерті. За час його служби збудовано Гернесандський катедральний собор. Тоді Гернесандська дієцезія охоплювала всі території Швеції, що на північ від Упсальської дієцезії.

## Літературна творчість
1793 року Францен дебютував як поет у газеті Stockholms-Posten віршем «Образ людини» / Menniskans anlete, одним із найкращих зразків шведського передромантизму. Серед інших опублікованих у ній віршів виділяються «Старий солдат» / Den gamle knekten і «Молодій дівчині» / Till en ung flicka. Вони відразу ж здобули широку популярність, молодий поет став відомий у Швеції та Фінляндії. Заохочений успіхами, Францен за два наступні роки надрукував багато віршів у тій же Stockholms-Posten i в Åbo tidningar — газеті, посаду редактора якої обійняв у 1794-му. Помітним явищем став його найромантичніший вірш «Новий Едем» / Det nya Eden. Францен відкинув панівні в тодішній [[шведська література[|шведській літературі]] французькі зразки. Йому дуже подобалася творчість Анни Марії Леннґрен і німецьких передромантиків. Францен зазнав впливу таких поетів, як німець Фрідріх Ґоттліб Клопшток і англійці Джон Мільтон та Джеймс Томсон. Талант Францена обмежувався лірикою, в цій царині він був багатий та оригінальний. Поет підкреслював усе ідилічне в природі та житті й умів надавати красивої форми своїм думкам.
У 1796-му, повернувшись із подорожі Європою, він написав свій найвідоміший вірш «Пісня про графа Ґустафа Філіпа Кройца» / Sång öfver grefve Gustaf Philip Creutz, цілком вільний від поширеного тоді у шведському красному письменстві формалізму. Наступного року, на пропозицію Югана Генріка Челльґрена, «Пісню» удостоєно Великою премією Шведської академії. Як умову вручення цієї нагороди, авторові поставили вимогу переробити цей твір відповідно до смаків членів Академії. І цим надовго відбили бажання писати.
Те, що академічна школа таки вплинула на розвиток Францена як літератора, видно хоча б по його творах «Сванте Великий, або Зустріч в Альвастрі» / Svante Sture eller Mötet i Alvastra, «Колумб, або Відкриття Америки» / Columbus eller Amerikas upptäckt, «Емілія, або Вечір у Лапландії». Вплив відбився дидактичністю й неоднорідністю стилю, в них немає цілісності, хоча окремі місця й добре написано. Сценічні твори Францена не дуже вдалі, як-от драма «Лапландська дівчина в Сунґському саду» / Lappflickan i Sungsträdgården.
Після довгої перерви Францен поновив літературну діяльність. Написав гекзаметром великий національний епос «Ґустаф Адольф у Німеччині» / Gustaf Adolf i Tyskland, що відзначається мальовничістю опису. Значну частину Франценового доробку становлять псалми: двадцять два увійшло в збірник псалмів, виданий 1819 року, а в збірнику, виданому 1986 року, їх усього тринадцять. Разом із Юганом Улофом Валліном Францен брав активну участь у складанні та впорядкуванні збірника. Широко відомі його пісні, особливо застільні — «Милий хлопче, спорожни чарку» / Goda gosse, glaset töm, «Мить радості» / Glädjens ögonblick і «Шампанське» / Champagnevinet, а також вірші про Фанні, які автор згодом об'єднав зі своїми юначими поезіями, героїнею яких була Сельма, у цикл під назвою «Сельма і Фанні» / Selma och Fanny (1824). Цим поезіям притаманна життєрадісність і ліричність.
У 1810 Францен розпочав публікувати зібрання «Поетичні штуки» / Skaldestycken, із якого вийшов тільки один том. Наступні сім томів вийшли у 1824–1861 роках, а у 1867–1869 опубліковано нове видання під назвою «Зібрані вірші» / Samlade dikter (видав і написав біографію Францена Андерс Абрагам Ґрафстрем. Як прозаїк, Францен став відомий «Оповіддю про шведських королев» / Tal om svenska drottningar, присвяченою одруженню Ґустафа IV Адольфа. Славився також як проповідник і красномовець. Решта Франценового доробку — це «Для багатих і бідних» / För fattiga och rika (1833) «Твори в неприборканому стилі» / Skrifter i obunden stil (1835), «Проповіді» / Predikningar (п'ять томів, 1841–1845), «Розрізнені проповіді і невеликі духовні твори» / Strödda predikningar och smärre andliga skrifter (1852) і «Життєписи» / Minnesteckningar (три томи, 1848–1860).

## Сім'я
Франс Міхаель Францен перший раз одружився 1799 року з купцевою дочкою Маргаретою Елізабет («Ліллі») Роос (1779–1806). 1807 року, після її смерті, другою жінкою стала вдова його приятеля Міхаеля Хореуса Софія Крістіна Вестер (1780–1829). У 1831-му Францен одружився втретє — з Крістіною Елізабет Арвідссон (1783–1859).
Наприкінці життя Францен мав усього сімох дітей і двадцять трьох внуків. Із чотирьох дітей від першої дружини на той час була в живих тільки одна. Із дев'яти у другому шлюбі — шість. Його син Захаріас (Зет) Міхаель Францен був консул і володів помістями Баллінґста й Відья в Гуддинґе. Зять Францена (був одружений з двома дочками) — священик, історик і поет Андерс Абрагам Ґрафстрем. Дочка Марія Гелена Росіна Францен вийшла заміж за Карла Данієля фон Гаартмана. Їхня дочка Фанні фон Борн — це прапрабабуся Улофа Пальме з боку батька. У 2011 році налічувалося понад тисячу прямих нащадків Франса Міхаеля Францена. З них усіх ніхто не має цього прізвища, й тільки один пише вірші.

## Ушанування пам'яті

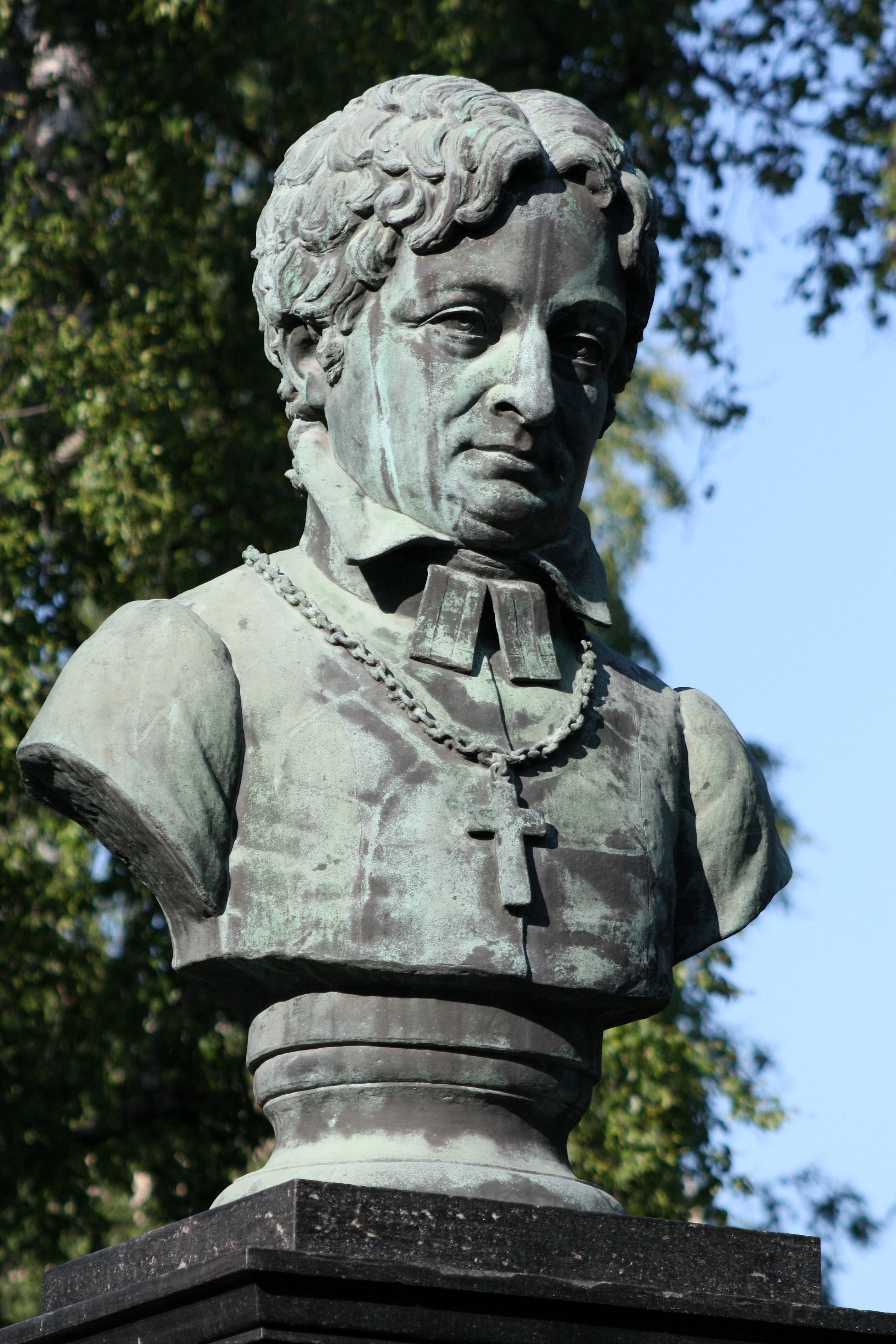
Бронзове погруддя Францена в Оулу, встановлене 1881 року. Автор — фінський скульптор Ерланд Стенберг. Париж, 1879.

- 1881 року в Оулу перед будинком губернської управи відкрито бюст Францена.
- З 1901 року 9 лютого, день народження Франса Міхаеля Францена, значиться у шведських альманахах як день Фанні — жінки про яку Францен писав у віршах.
- 1910 року в Гернесанді відкрито монумент Францену. Це бронзова статуя поета, який читає свою книжку, і цокольна гранітна група — Сельма і Фанні. Скульптор — Карл Міллес. У Гетеборзькому музеї є зменшена копія цього пам'ятника.
- 1946 року в Кумлі (комуна Кумла), біля Кумельської церкви поставлено пам'ятний камінь на честь Францена. Відкрито також пам'ятну таблицю на пасторській конторі.
- 1972 року на честь 200-ліття від дня народження поета випущено поштову марку, що коштує 50 ере.
- Іменем Францена — Franzéngatan — названо вулиці в Гернесанді, Стокгольмі й Ескільстуні. Королівську площу в Оулу перейменовано на парк імені Францена.

## Нагороди і почесті
- Велика премія Шведської академії за вірш «Пісня про графа Ґустафа Філіпа Кройца», 1797
- Членство у Шведській академії (крісло № 13), 1808
- Членство у Шведській королівській академії наук (№ 367), 1815
- Орден Полярної зірки — не раніш як у 1831
- Членство у Шведській королівській академії історії літератури і старожитностей
- Членство у Шведській королівській музичної академії
- Почесний докторат Упсальського університету, 1839
- Почесний докторат Гельсінського університету, 1840

## Твори

### Окремі видання
- Skaldestycken, 1 b., 1810
- Skaldestycken, 7 b., 1824—1861
- Skrifter i obunden stil, 1835
- Predikningar, 5 b., 1841—1845
- Minnesteckningar, 3 b., 1848—1860
- Strödda predikningar och smärre andliga skrifter, 1852
- Samlade dikter, 1867—1869

### Псалми
- Ack, döden haver hädanryckt (1695 nr 331, 1819 nr 344) оброблена версія
- Bereden väg för Herran (1819 nr 53), (1986 nr 103)
- Den korta stund jag vandrar här (1819 nr 119), (1986 nr 157)
- Din sol går bort, men du blir när (1819 nr 436), (1986 nr 506)
- Din spira, Jesus, sträckes ut (1819 nr 118), (1986 nr 35)
- Du som var den minstes vän (1986 nr 379, två författare)
- Fridens Gud, oss frid förläna (1937 nr 506)
- Gud, min Gud, som ville än diktad 1818 (1819) nr 368 «För en hustru som skall kyrkotagas» (1937) Läsepsalm II «För en moder som skall kyrkotagas»
- Hör, Gud ännu sin nåd dig bjuder (1986 nr 402) skriven 1814
- Jesus, dig i djupa nöden (1986 nr 449, två författare)
- Kom, o Jesus, väck mitt sinne (1819 nr 352)
- Min vilotimma ljuder (1819 nr 444)
- När allt omkring mig vilar (1819 nr 433), (1986 nr 505)
- O Herre Gud, gör nåd med mig (1819 nr 181)
- O Jesus, än de dina (1986 nr 70)
- Skåda, skåda nu hör alla
- På Sinai stod Herren Gud
- Säll är den man, som fruktar Gud (1695 nr 98, 1819 nr 339)
- Vad ljus över griften (1819 nr 102), (1986 nr 146)
- Vak upp! Hör väkten ljuder (1819 nr 165), (1986 nr 535)
- Vart flyr jag för Gud (1986 nr 547, tre författare)

### Застільні пісні
- Bordsvisa «När skämtet tar ordet vid vänskapens bord». Широко відомі ці чотири рядки:

| «En blomma är glädjen: i dag slår hon ut, i morgon förvissnar hon redan, just nu, då du kan, hav en lycklig minut och tänk på den kommande sedan.» |
- Glädjens ögonblick
- Livets njutning
- Goda gosse, glaset töm

## Зовнішні зв'язки
- Franzén, Frans Mikael, Svenskt biografiskt handlexikon
- Энциклопедический словарь Брокгауза и Ефрона